# Nick DePuy
Nicholas Brady DePuy (* 14. November 1994 in Irvine, Kalifornien) ist ein US-amerikanischer Fußballspieler, welcher derzeit beim MLS-Franchise LA Galaxy unter Vertrag steht.

## Karriere
In seiner Jugend war er bei den Santa Barbara Gauchos aktiv, kam ab Mai 2014 aber auch schon stellenweise bei Ventura County Fusion in der USL League Two zum Einsatz. Beim Draft wurde er schließlich Anfang 2017 von Montreal Impact gewählt. Seinen ersten Einsatz für das Team erhielt er gleich am 1. Spieltag bei einer 1:0-Niederlage bei den San José Earthquakes. Hier wurde er in der 83. Minute für Hernán Bernardello eingewechselt. Zwischen Mai und November 2017 spielte er dann noch einmal Leihweise bei Ottawa Fury.
Ende Januar 2018 folgte die nächste Leihe, diesmal zum dänischen Zweitligisten Fremad Amager. Hier kam er ab März dann in allen Spielen zum Einsatz, nach dem 26. Spieltag erhielt er dann jedoch keinen Einsatz mehr. Ende Juni ging es dann wieder zurück nach Kanada. Dort wurde er dann Mitte August vereinslos. Es sollte dann bis Anfang März 2019 dauern, bis er sich mit LA Galaxy II einen neuen Team anschließen sollte. Hier erhielt er nun sehr oft Einsätze in der USL Championship. Ab Anfang Februar 2020 rückte er dann auch in die erste Mannschaft des Franchise vor. Aufgrund der bedingt durch die COVID-19-Pandemie unterbrochenen Saison 2020 kam er dann schließlich erst beim MLS-is-Back-Turnier bei einem 1:1 gegen Houston Dynamo zum Einsatz. Hier stand er dann auch über die vollen 90. Minuten auf dem Platz.